# Thờ ơ
Thờ ơ hay lãnh đạm, mặc kệ là sự thiếu cảm giác, cảm xúc, sự quan tâm hoặc mối quan tâm về điều gì đó. Sự thờ ơ là một trạng thái không quan tâm, hoặc kìm nén các cảm xúc như lo âu, phấn khích, động lực hoặc đam mê. Một cá nhân lãnh đạm có sự thiếu quan tâm hoặc quan tâm đến đời sống tình cảm, xã hội, tinh thần, triết học hoặc thể chất và thế giới xung quanh.
Người thờ ơ có thể thiếu ý thức về mục đích, giá trị hoặc ý nghĩa trong cuộc sống của họ. Một người lãnh đạm cũng có thể biểu lộ sự vô cảm hoặc chậm chạp. Trong tâm lý học tích cực, sự thờ ơ được mô tả là kết quả của việc các cá nhân cảm thấy họ không có mức độ kỹ năng cần thiết để đương đầu với một thử thách (tức là "dòng chảy"). Điều này cũng có thể là kết quả của việc nhận thấy không có thách thức nào cả (ví dụ như thử thách không liên quan đến họ, hoặc ngược lại, họ đã học được sự bất lực). Sự thờ ơ là điều mà tất cả mọi người phải đối mặt trong một số khả năng. Đó là một phản ứng tự nhiên đối với sự thất vọng, thất vọng và căng thẳng. Như một phản ứng, sự thờ ơ là một cách để quên đi những cảm giác tiêu cực này.  Kiểu thờ ơ phổ biến này thường chỉ được cảm nhận trong thời gian ngắn và khi nó trở thành trạng thái dài hạn hoặc thậm chí suốt đời là khi các vấn đề xã hội và tâm lý sâu sắc hơn có thể xảy ra.
Sự thờ ơ nên được phân biệt với giảm biểu hiện cảm xúc, trong đó đề cập đến biểu hiện cảm xúc giảm nhưng không nhất thiết cảm xúc phải bị giảm đi.
Sự thờ ơ bệnh lý, đặc trưng bởi các hình thức thờ ơ cực đoan, hiện được biết là xảy ra ở nhiều chứng rối loạn não khác nhau, bao gồm các tình trạng thoái hóa thần kinh thường liên quan đến chứng mất trí nhớ như bệnh Alzheimer, và rối loạn tâm thần như tâm thần phân liệt. Mặc dù nhiều bệnh nhân mắc bệnh lãnh cảm bệnh lý cũng bị trầm cảm, một số nghiên cứu đã chỉ ra rằng hai hội chứng này không thể hòa tan: sự thờ ơ có thể xảy ra độc lập với trầm cảm và ngược lại.